# أندرو جونز (جندي)
أندرو جونز (بالإنجليزية: Andrew Jones)‏ (و. 1835 – م) هو جندي، من الولايات المتحدة الأمريكية، ولد في ليمريك.

## جوائز
حصل على جوائز منها:
- ميدالية الشرف (31 ديسمبر 1864).[3]